# تپه چوبین ۲
تپه چوبین ۲ مربوط به سده‌های ۴ تا ۷ ه.ق است و در شهرستان داورزن، بخش مرکزی، دهستان کاه، ۱۷ کیلومتری جنوب روستای چوبین واقع شده و این اثر در تاریخ ۲۷ اسفند ۱۳۸۷ با شمارهٔ ثبت ۲۶۲۷۱ به‌عنوان یکی از آثار ملی ایران به ثبت رسیده است.